# Christian Riffo
Christian Alberto Riffo González (Santiago, Chile, 2 de marzo de 1977) a veces conocido como Cristian Riffo o Christian Alberto en Indonesia, es un exfutbolista chileno que jugó como mediocampista en clubes de Chile e Indonesia.casado con Pamela Reyes,hija Florencia Riffo.

## Trayectoria
Producto de las divisiones inferiores de Universidad de Chile, participó en 10 partidos durante la primera división 1996, donde coincidió con jugadores como Leonardo Rodríguez, Luis Musrri, Víctor Hugo y Cristián Castañeda, entre otros.Luego, pasó a Magallanes en 1997 de la Primera B, en donde dio positivo en un control antidopaje.En 1998 defendió los colores de Deportes Linares de la misma división.
En Chile, también defendió los colores de Deportes Temuco (2003) y Deportes Puerto Montt (2004-2005) en la máxima categoría del fútbol chileno, y Unión La Calera (2006) en la Primera B, donde coincidió con jugadores como Ariel Pereyra y Víctor Rivero.
En el extranjero, jugó en Indonesia para el PSDS Deli Serdang en 2007-08.
Retirado del fútbol profesional, jugó en el fútbol amateur en equipos como Deportivo Independiente de Santiago.

## Clubes
| Club                  | País      | Año       |
| --------------------- | --------- | --------- |
| Universidad de Chile  | Chile     | 1996      |
| Magallanes            | Chile     | 1997      |
| Deportes Linares      | Chile     | 1998      |
| Deportes Temuco       | Chile     | 2003      |
| Deportes Puerto Montt | Chile     | 2004-2005 |
| Unión La Calera       | Chile     | 2006      |
| PSDS Deli Serdang     | Indonesia | 2007-2008 |